# O' Valley
O' Valley è una suddivisione dell'India, classificata come town panchayat, di 24.800 abitanti, situata nel distretto dei Nilgiri, nello stato federato del Tamil Nadu. In base al numero di abitanti la città rientra nella classe III (da 20.000 a 49.999 persone).

## Geografia fisica
La città è situata a 11° 27' 17 N e 76° 28' 43 E.

## Società

### Evoluzione demografica
Al censimento del 2001 la popolazione di O' Valley assommava a 24.800 persone, delle quali 12.390 maschi e 12.410 femmine. I bambini di età inferiore o uguale ai sei anni assommavano a 3.243, dei quali 1.673 maschi e 1.570 femmine. Infine, coloro che erano in grado di saper almeno leggere e scrivere erano 17.428, dei quali 9.517 maschi e 7.911 femmine.